# Heilig Kruiskapel (Trier)
De Heilig Kruiskapel is een kerkgebouw in de Duitse stad Trier. Het is een van de oudste in de vorm van een kruis gebouwde Duitse kerkgebouwen. De kapel zou zijn gesticht in de 4e eeuw door de heilige Helena van Constantinopel (circa 248 – circa 329), de moeder van Constantijn de Grote.

## Geschiedenis
In de 11e eeuw liet Arnulf, de proost van de dom van Trier, voor de stadsmuren een romaanse kapel bouwen. De kapel werd gebouwd in de vorm van een Grieks kruis, waarvan alle vier armen even lang waren. Boven de viering verhief zich een achthoekige toren. Verschillende kruiswegen voerden vanaf de Keizerthermen naar deze kapel.
Rond het jaar 1620 vonden er meerdere veranderingen aan het gebouw plaats. De westelijke arm van de kerk werd verlengd tot de huidige afmeting. Aan de oostzijde werden een sacristie en een aanbouw toegevoegd. Later in de 17e eeuw wordt het westelijke portaal van beeldengroepen voorzien. Ook kreeg de kapel een inrichting in de stijl van de barok.
In 1944 raakte de kapel zwaar beschadigd. Herbouw vond plaats in de jaren 1945-1958, maar men liet de barokke elementen achterwege. De verlenging van de westelijke arm van de kapel bleef echter wel in de nieuwbouw gehandhaafd. In het kader van een renovatie in 1976-1977 herkreeg de kapel haar oorspronkelijke, romaanse kleurstelling.
Pal naast de kapel werd in de jaren 1960-1962 de parochiekerk van het Heilig Kruis gebouwd, naar een ontwerp van de architect Gottfried Böhm. In deze kerk staat een beeldengroep uit de 17e eeuw die afkomstig is uit de Heilig Kruiskapel.

## Huidig gebruik
Behalve katholieke diensten (jeugdkerkdiensten, bevestigingen, etc.) vinden er sinds 2010 Russisch-orthodoxe kerkdiensten, in het Kerkslavisch en Duits plaats.

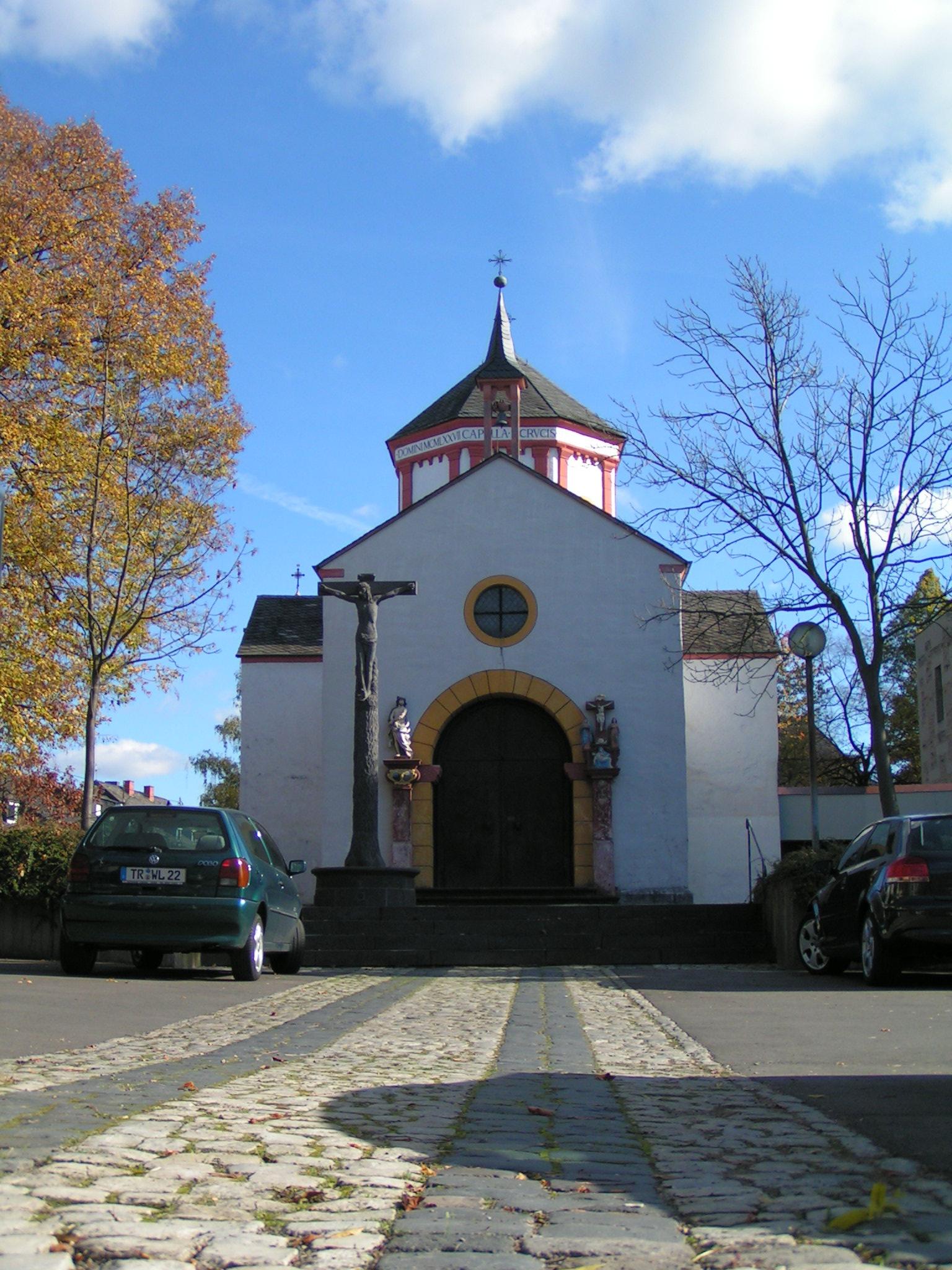
De kapel aan de voorkant
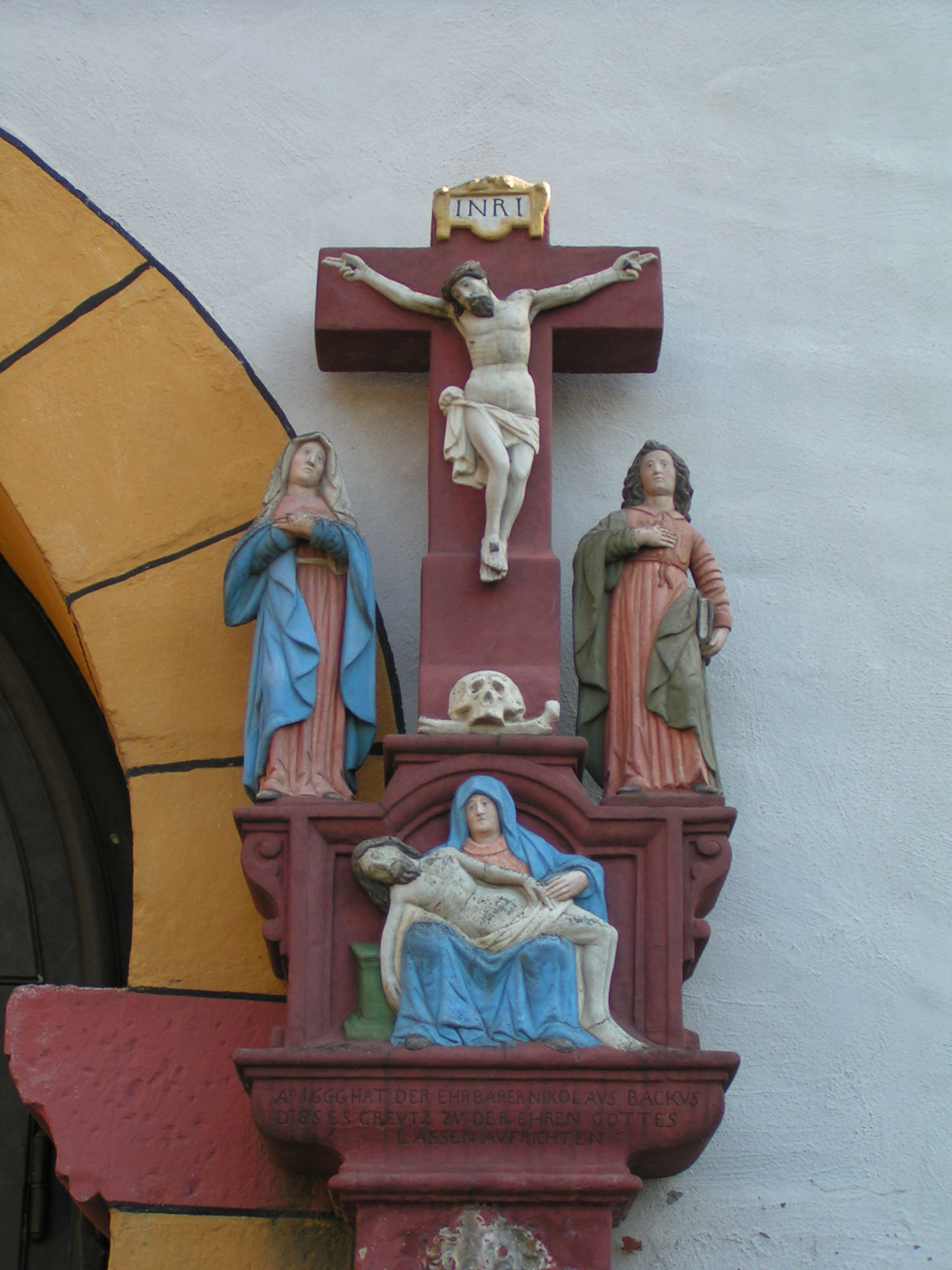
Beeldengroep (kruisiging en piéta) aan het westelijk portaal, circa 1666
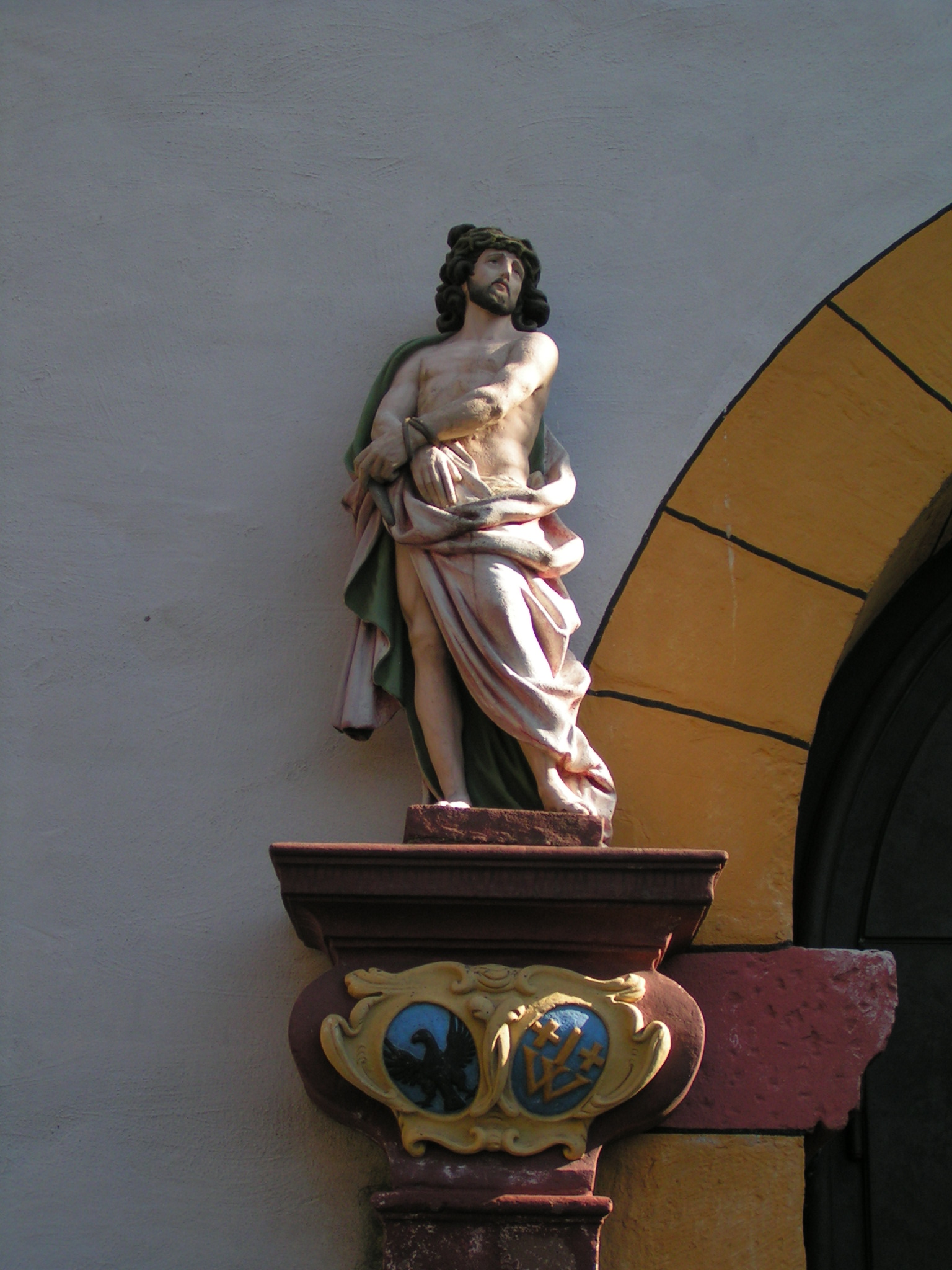
Christusbeeld aan het westelijk portaal (vermoedelijk 17e-eeuws)
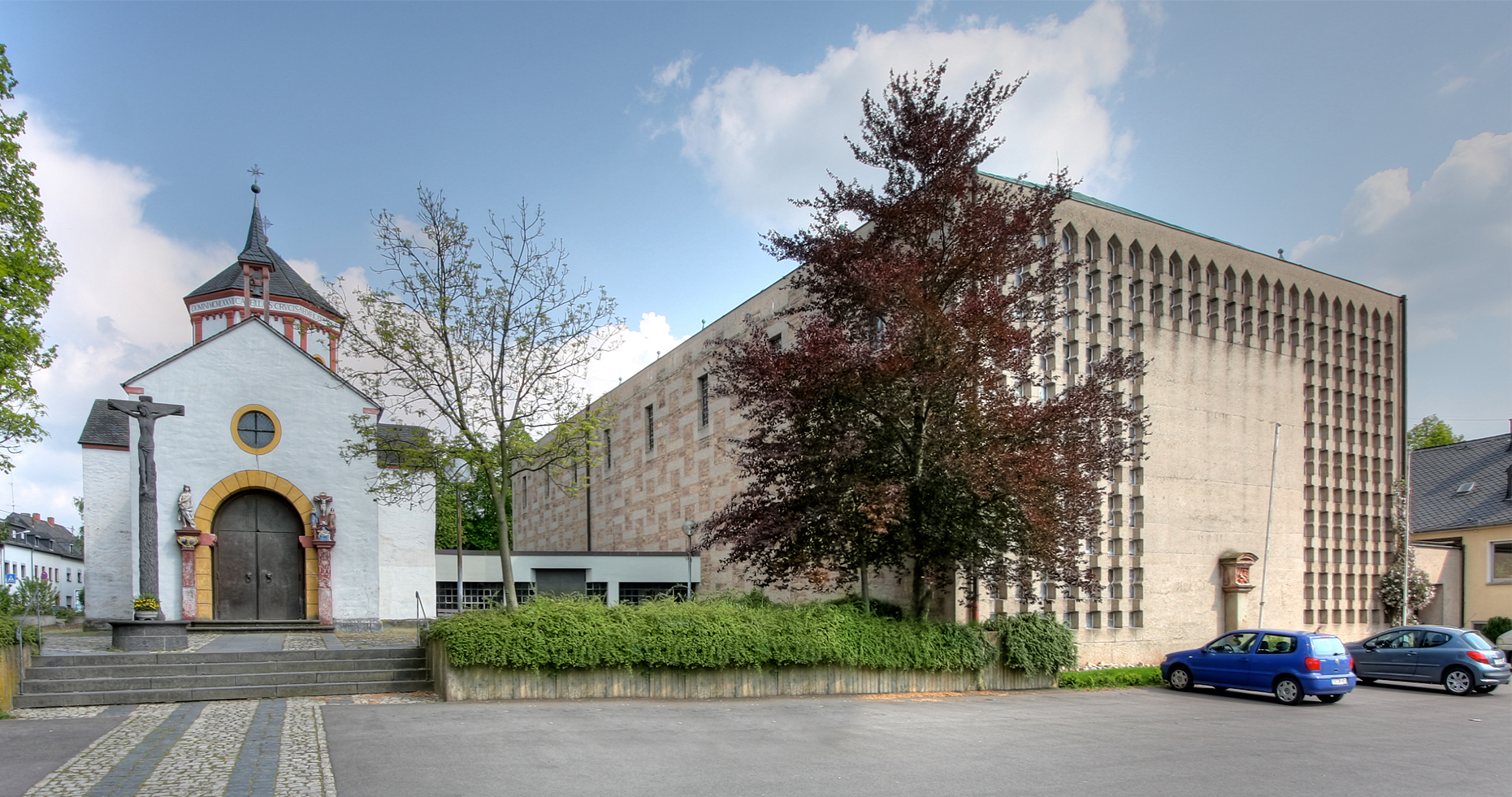
De Heilig Kruiskapel (links) en de Kerk van het Heilig Kruis (rechts)
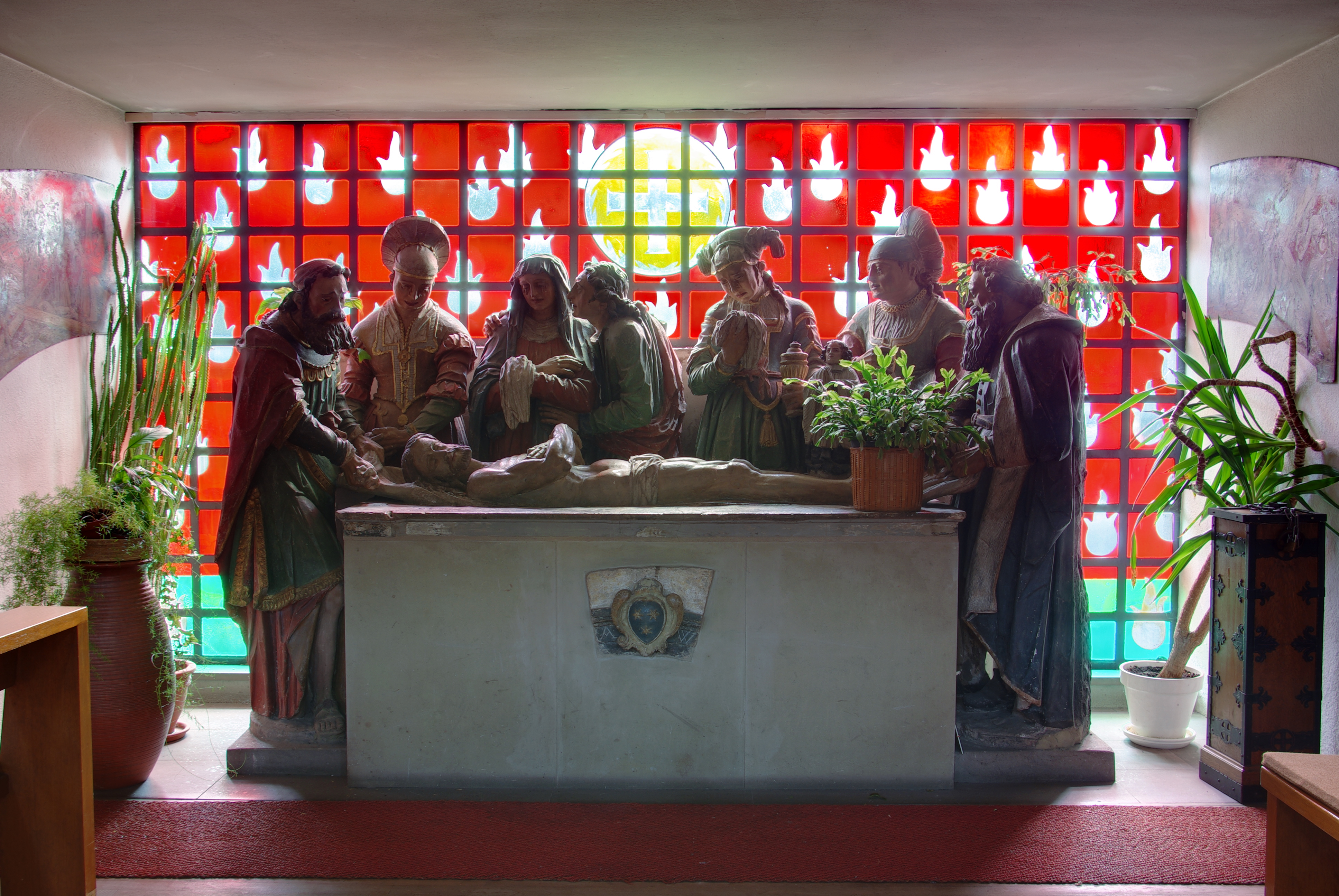
17e-eeuws Grafleggingsgroep (bevindt zich tegenwoordig in de parochiekerk van het Heilig Kruis)